# Imbrasia unicolor
Imbrasia unicolor är en fjärilsart som beskrevs av Eugène Louis Bouvier 1927. Imbrasia unicolor ingår i släktet Imbrasia och familjen påfågelsspinnare. Inga underarter finns listade i Catalogue of Life.